# Торри-ди-Монкорву
То́рри-ди-Монко́рву (порт. Torre de Moncorvo; ['toʁ(ɨ) dɨ mõ'koɾvu]) — посёлок городского типа в Португалии, центр одноимённого муниципалитета в составе округа Браганса. По старому административному делению входил в провинцию Траз-уж-Монтиш и Алту-Дору. Входит в экономико-статистический субрегион Доуру, который входит в Северный регион. Численность населения — 3 тыс. жителей (посёлок), 9,9 тыс. жителей (муниципалитет). Занимает площадь 533 км².
Праздник посёлка — 19 марта.

## Расположение
Посёлок расположен в 75 км на юго-запад от адм. центра округа города Браганса.
Муниципалитет граничит:
- на севере — муниципалитет Вила-Флор, Алфандега-да-Фе, Могадору
- на юго-востоке — муниципалитет Фрейшу-де-Эшпада-а-Синта
- на юго-западе — муниципалитет Вила-Нова-де-Фош-Коа
- на западе — муниципалитет Карразеда-де-Ансьянш

## Транспорт
Посёлок основан в 1225 году.

## Население
| Численность населения муниципалитета по годам | Численность населения муниципалитета по годам | Численность населения муниципалитета по годам | Численность населения муниципалитета по годам | Численность населения муниципалитета по годам | Численность населения муниципалитета по годам | Численность населения муниципалитета по годам | Численность населения муниципалитета по годам | Численность населения муниципалитета по годам |
| --------------------------------------------- | --------------------------------------------- | --------------------------------------------- | --------------------------------------------- | --------------------------------------------- | --------------------------------------------- | --------------------------------------------- | --------------------------------------------- | --------------------------------------------- |
| 1801                                          | 1849                                          | 1900                                          | 1930                                          | 1960                                          | 1981                                          | 1991                                          | 2001                                          | 2004                                          |
| 6575                                          | 8496                                          | 15 701                                        | 16 155                                        | 18 741                                        | 13 674                                        | 10 969                                        | 9919                                          | 9408                                          |

## Состав муниципалитета
В муниципалитет входят следующие районы:
1. Адеганья
2. Асорейра
3. Кабеса-Боа
4. Карданья
5. Карвисайш
6. Каштеду
7. Фелгар
8. Фелгейраш
9. Орта-да-Вилариса
10. Ларинью
11. Лоза
12. Масореш
13. Мош
14. Переду-душ-Каштельянуш
15. Соту-да-Велья
16. Торре-де-Монкорву
17. Уррош